# Quintus Claudius Quadrigarius
Quintus Claudius Quadrigarius (1. polovina 1. století př. n. l.), byl římský spisovatel a historik, jeden z mladších analistů.
O jeho životě se téměř nic neví.
Popsal římskou historii od dobytí Říma Galy (386 př. n. l.) až po svou dobu (70. léta 1. století př. n. l.). Snažil se o objektivní přístup, starší dějiny považoval za málo spolehlivé, protože neexistovaly písemné památky. Písemné prameny se snažil ověřovat z více zdrojů. Dílo mělo minimálně 23 knih, zachovalo se pouze v pozdějších citacích.